# 黎錦明
黎錦明（1905年4月18日—1999年4月2日），字均亮，小字艮甫，筆名錫明，中國五四時期作家。

## 生平
黎1905年出生於湖南湘潭，排行第六，長兄為國學家黎錦熙，二兄為著名作曲家黎錦暉，兄弟八人有「黎氏八駿」之譽。
早年肄業於北京藝術專科學校、北京師範大學。以中篇小說《塵影》知名。1928年，擔任鄭州《朝報》副刊編輯，歷任北平中國大學講師、保定河北大學講師、教授。1932年加入左聯，先後出版短篇小說集《破壘集》、《失去的風情》，中篇小說《蹈海》、《一個自殺者》等。抗戰時期，執教於衡山師院、桂林師院、湖南大學。1949年後任教於福建师范学院等處。1955年任湖南省政协委员、中国作家协会会员。1958年受到政治衝擊，回籍閒居。也曾经在湘潭大学短暂任教一个学期，因为湘潭大学停办而离开。1978年任湖南省革命委员会参事室秘书，1983年任湖南省人民政府参事。晚年落戶長沙。
1999年逝世。

## 著作
共有短篇小說集11部，計90多篇，中篇小說4部，世界短篇小說翻譯集1部，論文集3部，以及一些劇本。 部分作品在晚年結集為《黎錦明小說選》、《黎錦明中篇小說集》。
- 《烈火》（短篇小說集）1926，開明
- 《塵影》（中篇小說）1927，開明
- 《雹》（短篇小說集）1927，光華
- 《破壘集》（短篇小說集）1927，開明
- 《馬大少爺的奇跡》（短篇小說集）1928，現代
- 《蹈海》（中篇小說）1929，上海亞細亞書局
- 《一個自殺者》（中篇小說）1929，光華
- 《瓊昭》（短篇小說集）1929，北新
- 《新文藝批評談話》（文論）1932，北平人文書店
- 《戰煙》（中篇小說）1933，天馬
- 《失去的風情》（短篇小說集）1933，現代
- 《獻身者》（短篇小說集）1933，北平星雲堂書店
- 《文藝批評概說》（論文）1934，北新
- 《夜遊人》（短篇小說集）1936，北新
- 《大街的角落》（短篇小說集）1936，北新
- 《黎錦明小說選》 1983，人文
- 《黎錦明中篇小說集》 1987， 香港南方書屋